# Belvedere (Califòrnia)
Belvedere és una població dels Estats Units a l'estat de Califòrnia. Segons el cens del 2000 tenia 2.125 habitants.

## Demografia
Segons el cens del 2000, Belvedere tenia 2.125 habitants, 956 habitatges, i 656 famílies. La densitat de població era de 1.519,4 habitants per km².
Dels 956 habitatges en un 24% hi vivien nens de menys de 18 anys, en un 62,4% hi vivien parelles casades, en un 4,9% dones solteres, i en un 31,3% no eren unitats familiars. En el 27% dels habitatges hi vivien persones soles el 15,3% de les quals corresponia a persones de 65 anys o més que vivien soles. El nombre mitjà de persones vivint en cada habitatge era de 2,22 i el nombre mitjà de persones que vivien en cada família era de 2,68.
Per edats la població es repartia de la següent manera: un 20% tenia menys de 18 anys, un 2,2% entre 18 i 24, un 14,9% entre 25 i 44, un 35,8% de 45 a 60 i un 27,1% 65 anys o més.
L'edat mitjana era de 53 anys. Per cada 100 dones de 18 o més anys hi havia 83,1 homes.
Entorn del 2,9% de les famílies i el 5,7% de la població estaven per davall del llindar de pobresa.

## Poblacions més properes
El següent diagrama mostra les poblacions més properes.